# Кубок Шотландії з футболу 2004—2005
Кубок Шотландії з футболу 2004–2005 — 120-й розіграш кубкового футбольного турніру у Шотландії. Титул вдруге поспіль здобув Селтік.

## Календар
| Раунд        | Дата                               | Матчі | Клуби   |
| ------------ | ---------------------------------- | ----- | ------- |
| Перший раунд | 20-27 листопада 2004               | 8     | 50 → 42 |
| Другий раунд | 11 грудня 2004, 18 грудня 2004     | 10+2  | 42 → 32 |
| 1/16 фіналу  | 8-24 січня 2005, 18-25 січня 2005  | 16+3  | 32 → 16 |
| 1/8 фіналу   | 5-6 лютого 2005, 15-16 лютого 2005 | 8+2   | 16 → 8  |
| 1/4 фіналу   | 26-27 лютого 2005                  | 4     | 8 → 4   |
| 1/2 фіналу   | 9-10 квітня 2005                   | 2     | 4 → 2   |
| Фінал        | 28 травня 2005                     | 1     | 2 → 1   |

## 1/16 фіналу
| Команда 1                 | Рахунок | Команда 2                |
| ------------------------- | ------- | ------------------------ |
| 8 січня 2005              |         |                          |
| Арброт (3)                | 0:2     | Абердин                  |
| Ейр Юнайтед (3)           | 3:3     | Странрар (3)             |
| Бервік Рейнджерс (3)      | 0:3     | Бріхін Сіті (3)          |
| Клайд (2)                 | 3:0     | Фолкерк (2)              |
| Іст Файф (4)              | 0:0     | Данфермлін Атлетік       |
| Гіберніан                 | 2:0     | Данді                    |
| Кілмарнок                 | 2:0     | Мотервелл                |
| Монтроз (4)               | 1:2     | Квін оф зе Саут (2)      |
| Партік Тісл (2)           | 0:0     | Гарт оф Мідлотіан        |
| Рейт Роверз (2)           | 0:2     | Аллоа Атлетік (3)        |
| Сент-Міррен (2)           | 3:0     | Гамільтон Академікал (2) |
| 9 січня 2005              |         |                          |
| Селтік                    | 2:1     | Рейнджерс                |
| Інвернесс Каледоніан Тісл | 1:0     | Сент-Джонстон (2)        |
| 11 січня 2005             |         |                          |
| Лівінгстон                | 2:1     | Грінок Мортон (3)        |
| 17 січня 2005             |         |                          |
| Гретна (4)                | 3:4     | Данді Юнайтед            |
| 24 січня 2005             |         |                          |
| Росс Каунті (2)           | 4:1     | Ейрдрі Юнайтед (2)       |

Перегравання
| Команда 1          | Рахунок | Команда 2       |
| ------------------ | ------- | --------------- |
| 18 січня 2005      |         |                 |
| Данфермлін Атлетік | 3:1     | Іст Файф (4)    |
| 19 січня 2005      |         |                 |
| Гарт оф Мідлотіан  | 2:1     | Партік Тісл (2) |
| 25 січня 2005      |         |                 |
| Странрар (3)       | 0:2     | Ейр Юнайтед (3) |

## 1/8 фіналу
| Команда 1           | Рахунок | Команда 2                 |
| ------------------- | ------- | ------------------------- |
| 5 лютого 2005       |         |                           |
| Абердин             | 2:1     | Інвернесс Каледоніан Тісл |
| Ейр Юнайтед (3)     | 0:2     | Сент-Міррен (2)           |
| Росс Каунті (2)     | 0:0     | Клайд (2)                 |
| Гіберніан           | 4:0     | Бріхін Сіті (3)           |
| Квін оф зе Саут (2) | 0:3     | Данді Юнайтед             |
| Гарт оф Мідлотіан   | 2:2     | Кілмарнок                 |
| Аллоа Атлетік (3)   | 0:1     | Лівінгстон                |
| 6 лютого 2005       |         |                           |
| Данфермлін Атлетік  | 0:3     | Селтік                    |

Перегравання
| Команда 1      | Рахунок | Команда 2         |
| -------------- | ------- | ----------------- |
| 15 лютого 2005 |         |                   |
| Клайд (2)      | 2:1 дч  | Росс Каунті (2)   |
| 15 лютого 2005 |         |                   |
| Кілмарнок      | 1:3     | Гарт оф Мідлотіан |

## 1/4 фіналу
| Команда 1         | Рахунок | Команда 2       |
| ----------------- | ------- | --------------- |
| 26 лютого 2005    |         |                 |
| Гіберніан         | 2:0     | Сент-Міррен (2) |
| 27 лютого 2005    |         |                 |
| Данді Юнайтед     | 4:1     | Абердин         |
| Гарт оф Мідлотіан | 2:1     | Лівінгстон      |
| Клайд (2)         | 0:5     | Селтік          |

## 1/2 фіналу
| Команда 1         | Рахунок | Команда 2 |
| ----------------- | ------- | --------- |
| 9 квітня 2005     |         |           |
| Данді Юнайтед     | 2:1     | Гіберніан |
| 10 квітня 2005    |         |           |
| Гарт оф Мідлотіан | 1:2     | Селтік    |

## Фінал
| 28 травня 2005 |

| Селтік      | 1:0      | Данді Юнайтед |
| ----------- | -------- | ------------- |
| Томпсон 11' | Протокол |               |

| Гемпден-Парк, Глазго Глядачів: 50 635 Арбітр: Джон Роуботам |